# Załęże-Eliasze
Załęże-Eliasze – wieś sołecka w Polsce położona w województwie mazowieckim, w powiecie makowskim, w gminie Różan.
W latach 1975–1998 miejscowość administracyjnie należała do województwa ostrołęckiego.
Wierni Kościoła rzymskokatolickiego należą do parafii św. Anny w Różanie.